# Aussichtsturm Vorderhütten
Der Aussichtsturm Vorderhütten ist ein Aussichtsturm auf dem Stammerberg in der Gemeinde Stammheim im Kanton Zürich.

## Entstehung
Der Turm wurde 1972 im Auftrag der Gemeinde Unterstammheim von dem Architekten Hanspeter Keller erbaut.

## Situation
In etwa 45 Minuten führen Wanderwege von der Kirche Unterstammheim zum Aussichtsturm. 
Der aus Holz erstellte Turm ist 12,5 Meter hoch. 55 Stufen führen zur Aussichtsplattform.
Vom Turm aus bietet sich eine Aussicht über das Stammertal. Bei guter Sicht erblickt man den ganzen Alpenkranz vom Säntis bis zum Berner Oberland. Der Aussichtspunkt, wo heute der Turm steht, gehörte früher zum zürcherischen Netz der Hochwachten, mit denen der Kanton überwacht wurde.

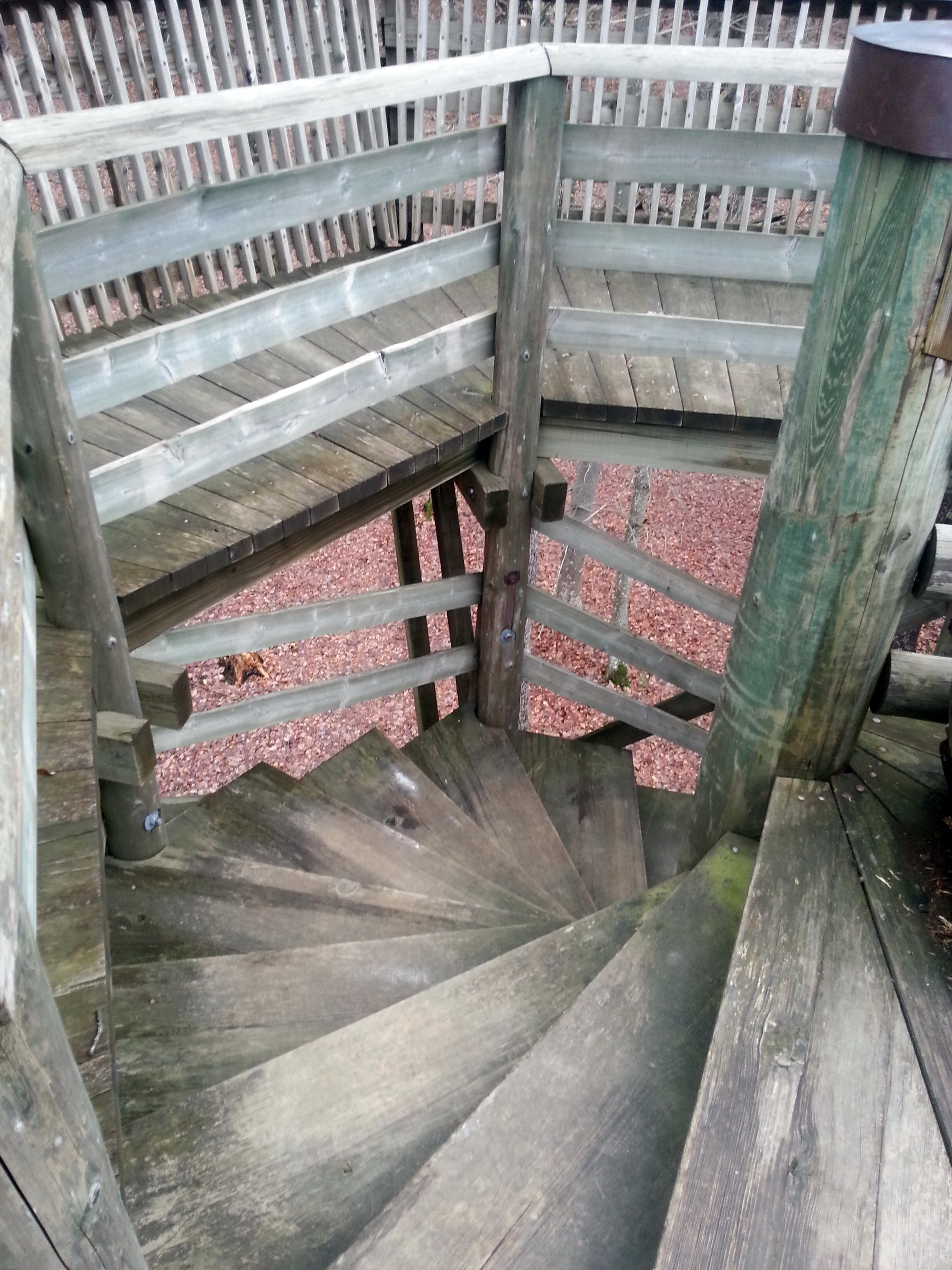
Treppen
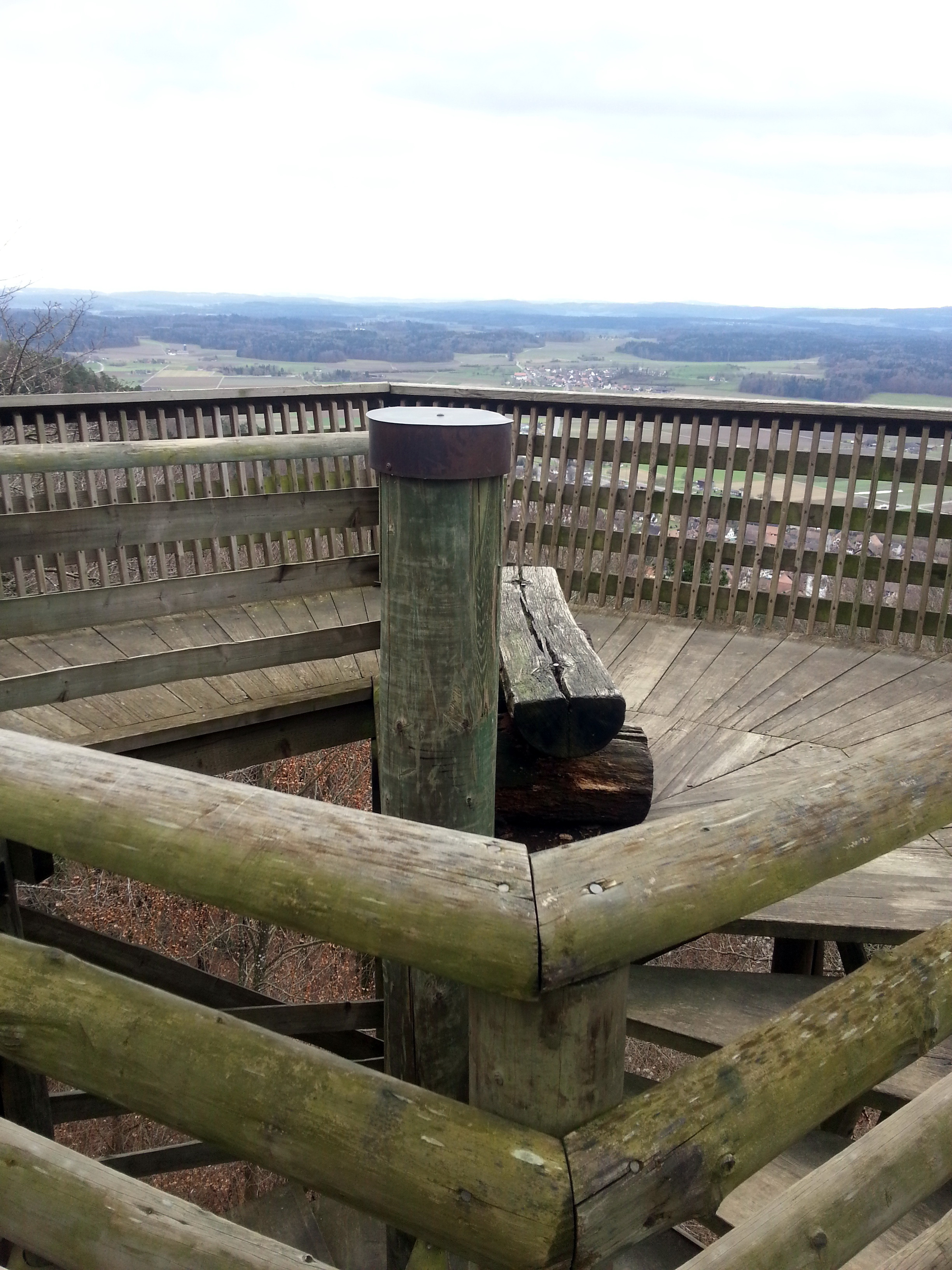
Aussichtsplattform